# ألستون جونسون
ألستون جونسون (بالإنجليزية: Alston Johnson)‏ هو محامي أمريكي، ولد في 31 مارس 1946.